# Bourguignon-lès-Conflans
Bourguignon-lès-Conflans là một xã thuộc tỉnh Haute-Saône trong vùng Franche-Comté phía đông nước Pháp.